# Ferdinand Verbiest

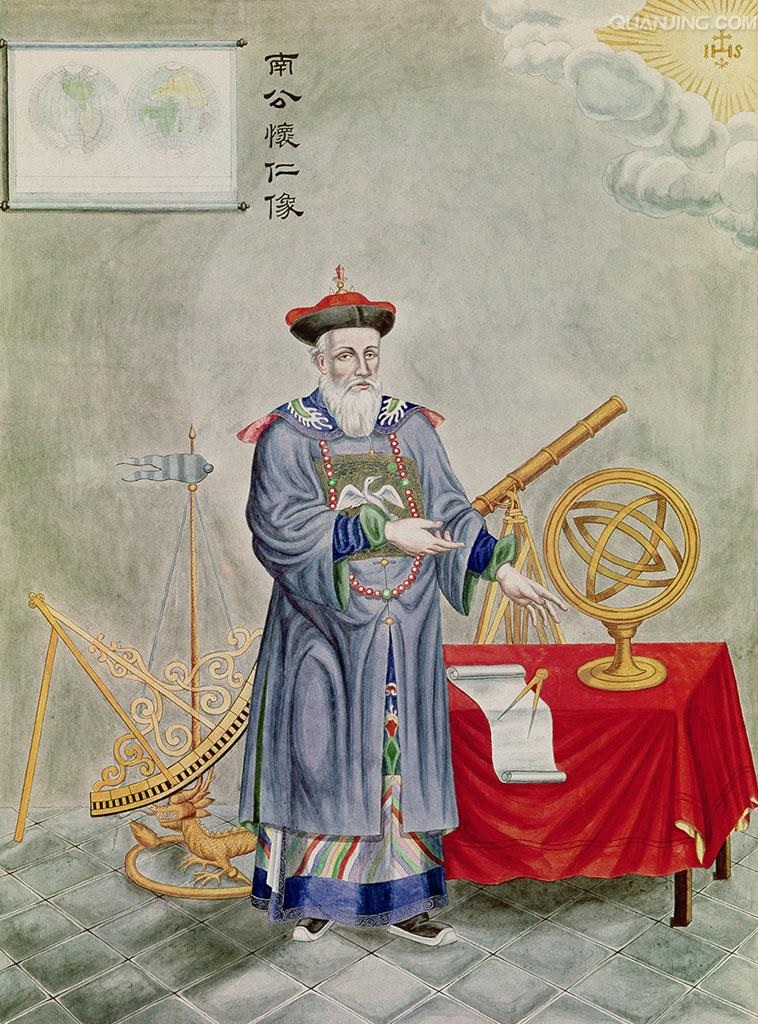
Pater Verbiest

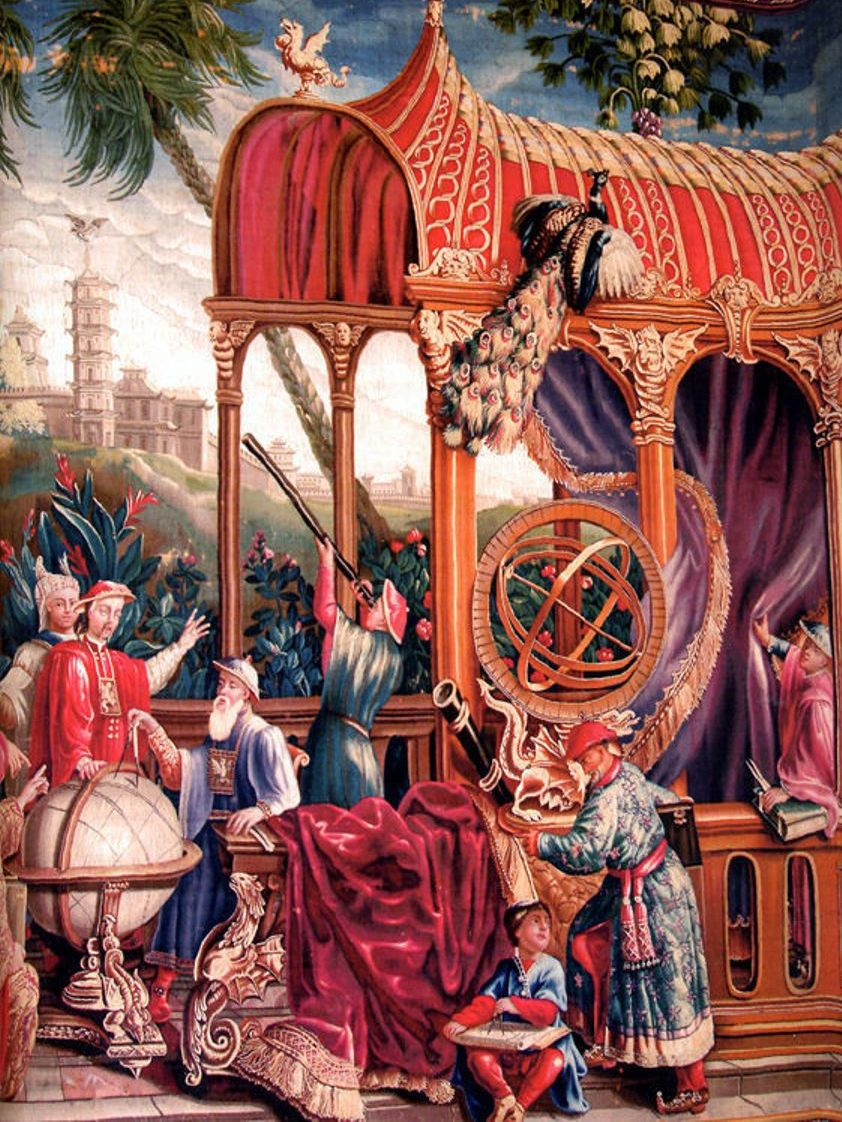
Jezuïeten astronomen met keizer Kangxi 1690-1675.

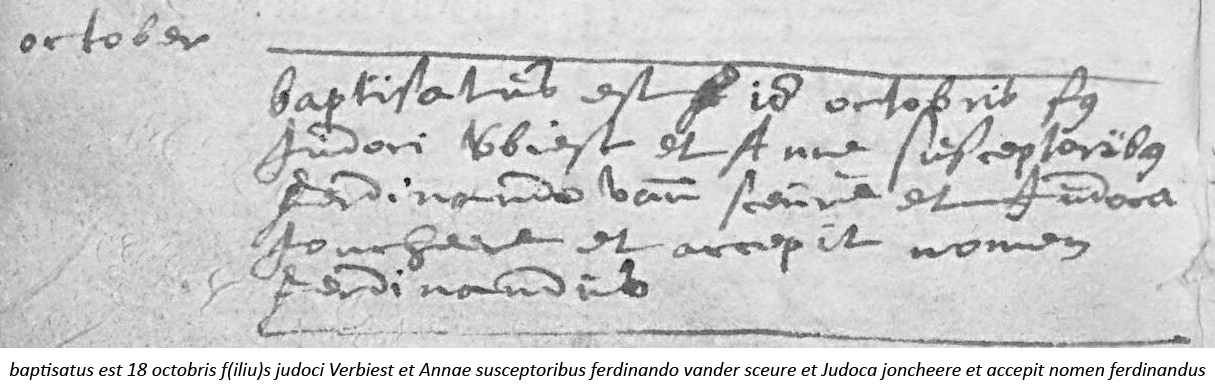
Doopakte van Ferdinandus Verbiest op 18 oktober 1623 in Pittem.

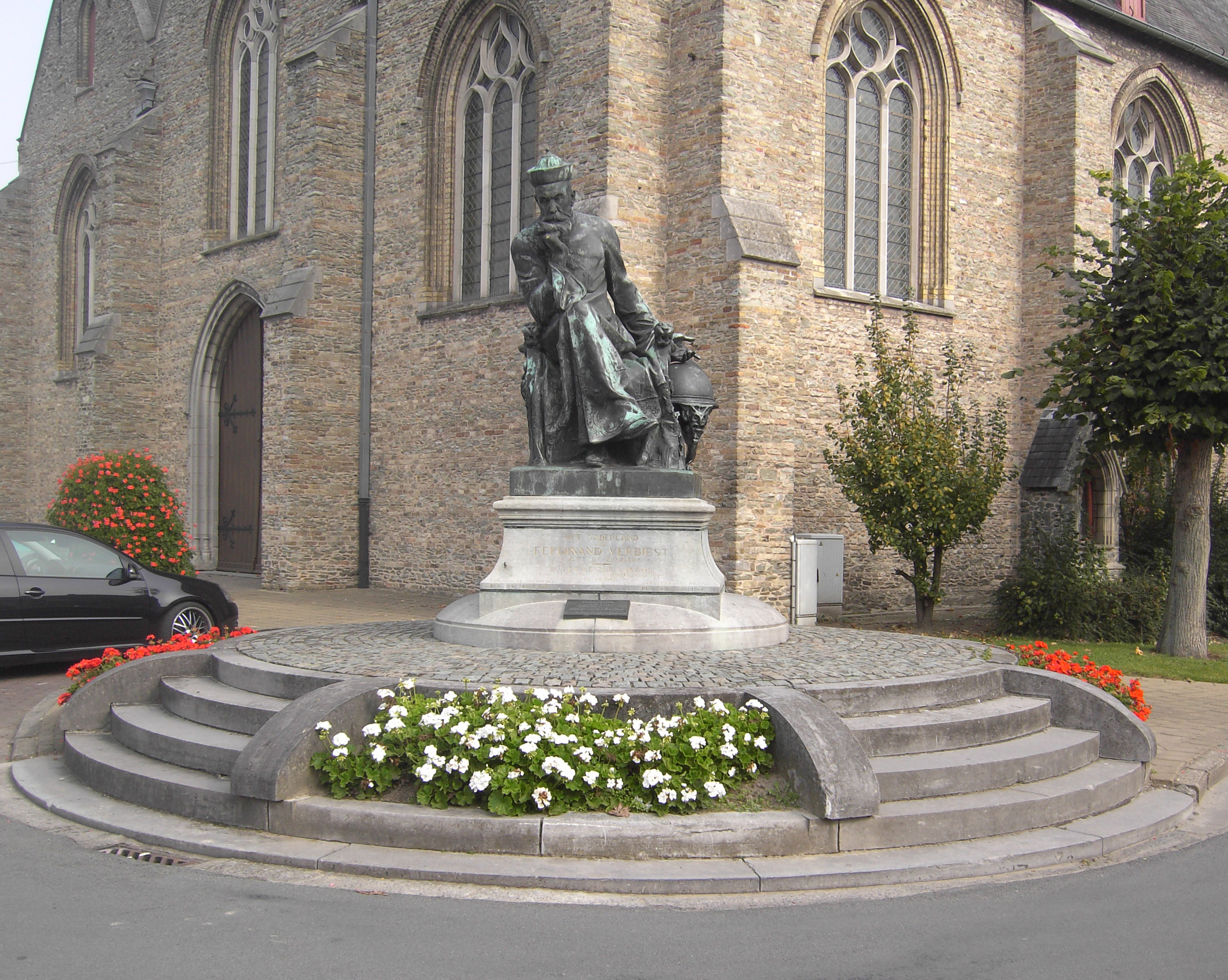
Standbeeld te Pittem.

Ferdinand Verbiest sj (Chinese naam: 南怀仁 Nán Huáirén, Pittem, 9 oktober 1623 – Peking, 28 januari 1688) was een jezuïet, missionaris en astronoom van Vlaamse afkomst. Vanaf 1666 was hij feitelijk het hoofd van de missie van de jezuïeten in China.

## Levensloop
Ferdinand Verbiest studeerde in Leuven en Mechelen en daarna theologie in Rome en Sevilla. Hij trad in bij de jezuïetenorde in 1641. Als missionaris werd hij naar China uitgezonden, in 1657 ten tijde van de Qing-dynastie. De reden waarom hij naar China reisde was in feite om het christendom in China zijn intrede te laten maken. Op 4 april 1657 vertrok Verbiest vanuit Lissabon naar China, vergezeld door pater Martino Martini, vijfendertig andere missionarissen, de Portugese onderkoning van Indië en enkele andere passagiers. Hun boot bereikte de Portugese handelspost Macau op 17 juli 1658, toen alle passagiers, behalve tien, waaronder zelfs de onderkoning en de meeste missionarissen, waren overleden.
Een andere jezuïet, Johann Adam Schall von Bell, riep hem naar het keizerlijk hof als assistent dishi, als assistent kroonprinsleermeester. Verbiest werd aan het keizerlijke hof in China gewaardeerd. Verbiest gaf keizer Kangxi een introductie in deze westerse religie. Om zijn verdiensten mocht hij in het ganse Chinese keizerrijk preken en werd hij tot mandarijn benoemd.

## Bijdragen tot de wetenschap
Hij bouwde een instrumentarium voor het Oude observatorium te Peking, dat er nog steeds is. De tegenwoordige instrumenten stammen overwegend uit zijn tijd. Verbiest had na von Bell rond 1660 grote zeggenschap over het observatorium. Verbiest was medeverantwoordelijk voor de wijziging van de Chinese kalender, een wijziging die op zijn sterrenkundige waarnemingen was gebaseerd. Hij ontwierp lichte kanonnen voor het leger van keizer K'ang-si aan wie hij eveneens lessen in wiskunde gaf. 
Hij ontwierp in 1672 de eerste kleine stoomauto, bedoeld als speelgoed. Het fonds FSA, beheerd door de Koning Boudewijnstichting, verwierf in 2023 een reproductie die te zien is in Autoworld. Duitse ingenieurs namen de technische gegevens van vader Verbiest over om hun replica te bouwen. Het resultaat komt overeen met het origineel, met uitzondering van de om veiligheidsredenen aangepaste stoomketel.
Hij tekende een andere wereldkaart en ontwierp een thermometer. Hij werkte ook als diplomaat en vertaler dankzij zijn uitgebreide talenkennis. Zo stond hij ter beschikking van de keizer als tolk tijdens onderhandelingen met Portugese en Russische gezanten.
Verbiest schreef meer dan dertig boeken en beheerste Latijn, Hebreeuws, Duits, Spaans, Nederlands en Italiaans. Hij bestudeerde ook de Mantsjoe-taal, waarin hij de eerste zes boeken van Euclides van Alexandrië vertaalde.
Hij overleed op 28 januari 1688 als gevolg van een val van zijn paard en kreeg een staatsbegrafenis. De keizer betaalde het mausoleum waarin hij werd begraven op het jezuïetenkerkhof van Zhalan.
Verbiests assistent, de jezuïet Antoine Thomas, volgde hem als keizerlijk wiskundige en astronoom op.

## Eerbetoon
- Het standbeeld van Pater Verbiest te Pittem werd in 1913 geplaatst.
- Te Brugge, deelgemeente Sint-Kruis, op het domein Kasteel Rooigem ten zuiden van het neerhof in vulkanisch gesteente, staat een beeld van Ferdinand Verbiest. Het beeld van Pieter Pepers, met signatuur en datum 1772, stelt de missionaris voor als Chinese mandarijn met wereldbol.
- In 2005 eindigde hij op nr. 79 in de Vlaamse versie van de Grootste Belg.
- Inmiddels zijn er twee Belgische bieren naar hem vernoemd, Pater Verbiest, een biologisch bier in twee versies: bruin en blond, en Ferre, een quadrupel.
- Een Ferdinand Verbieststraat bevindt zich in Antwerpen en Lokeren, een Ferdinand Verbiestlaan in Edegem, Leuven en Hasselt.
- Er is een Verbiestmuseum in Pittem.

## Publicaties
(in het Chinees)
- Yixiang zhi, 1673 (over astronomische instrumenten en toestellen)
- Kangxi yongnian lifa, 1678 (over de kalender van de keizer Kangxi)
- Jiaoyao xulun (verklaring van de geloofsbeginselen)

(in het Latijn)
- Astronomia Euroapaea, 1687 (beschrijft bondig maar gedetailleerd hoe de Europese astronomie, namelijk de Europese manier om de Chinese kalender te berekenen en maan- en zonsverduisteringen te voorspellen, na de vervolging onder het Oboi-regentschap (1664-1669) haar vroegere positie wist in te nemen. In het tweede deel doet Verbiest verslag van de prestaties van de jezuïeten in veertien verschillende wiskundige en mechanische wetenschappen (gnomonics, ballistiek, hydrologie, mechanica, optica, catoptrics, perspectief, statica, hydrostatica, hydraulica, pneumatiek, muziek, uurwerktechnologie, meteorologie) tijdens het beslissende decennium, 1669-1679, toen een sterke basis werd gelegd voor de heropleving en bloei van de jezuïetenmissie.)[6]
- Typus eclipsis lunæ, Anno Christi 1671, Imperatoris Cam Hy decimo, die XVto lunæ IIæ, id est, die XXVto Martij; ad Meridianum Pekinensem; nec non imago adumbrata diuersorum digitorum in horizonte obscuratorum, in singulis Imperij Sinensis prouincijs, tempore quo luna in singulis oritur (Omstandige beschrijving van de maansverduistering van 1671 in Peking, xylograaf op rijstpapier)[7]

## Realisaties

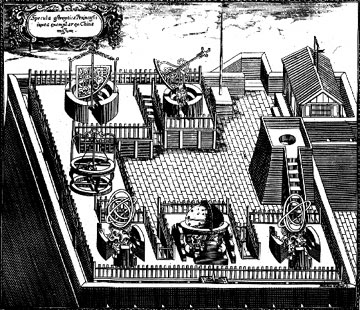
Het observatorium van Beijing
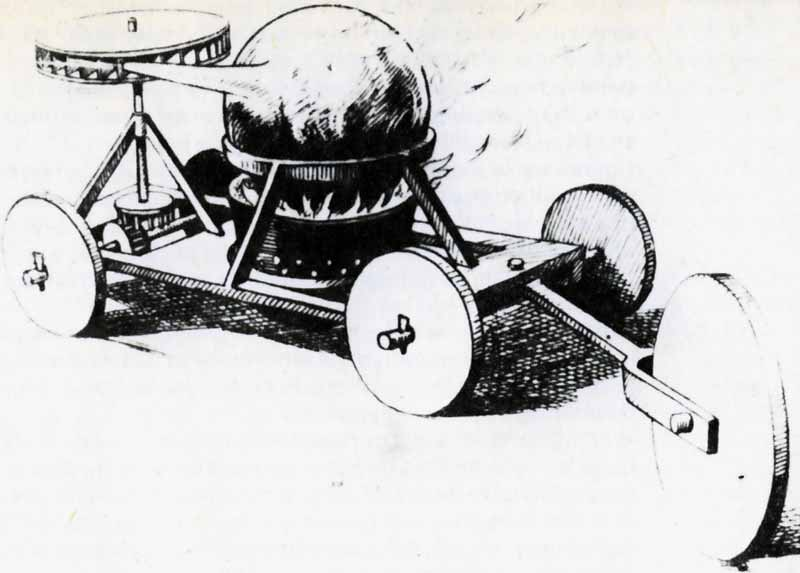
De stoomauto van Verbiest
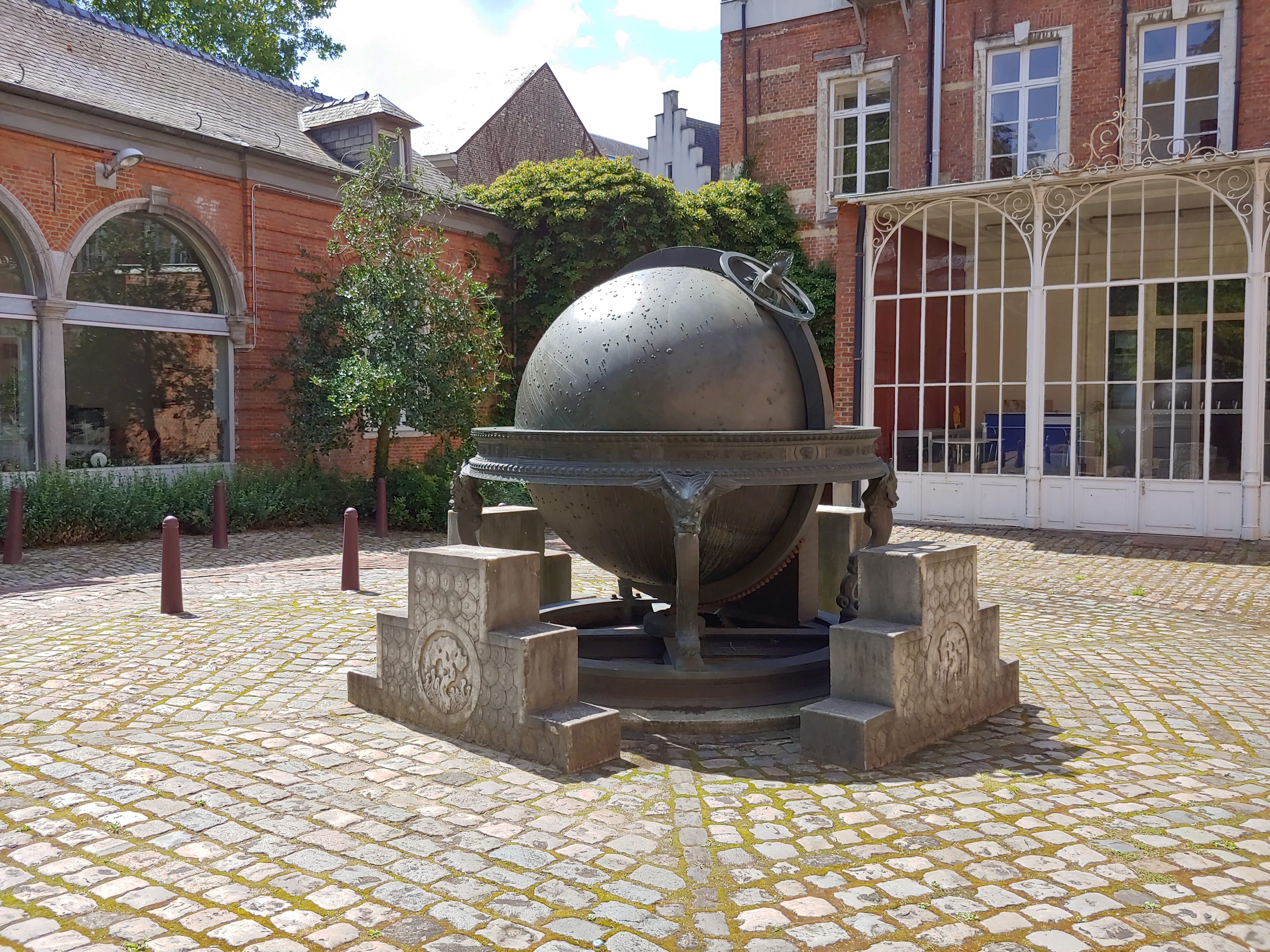
De hemelglobe op de binnenkoer van het Atrechtcollege in Leuven.